# キヤノン PowerShotシリーズ
PowerShotシリーズ（パワーショットシリーズ）はキヤノンが発売しているデジタルカメラのシリーズである。

## PowerShotシリーズ（無印）

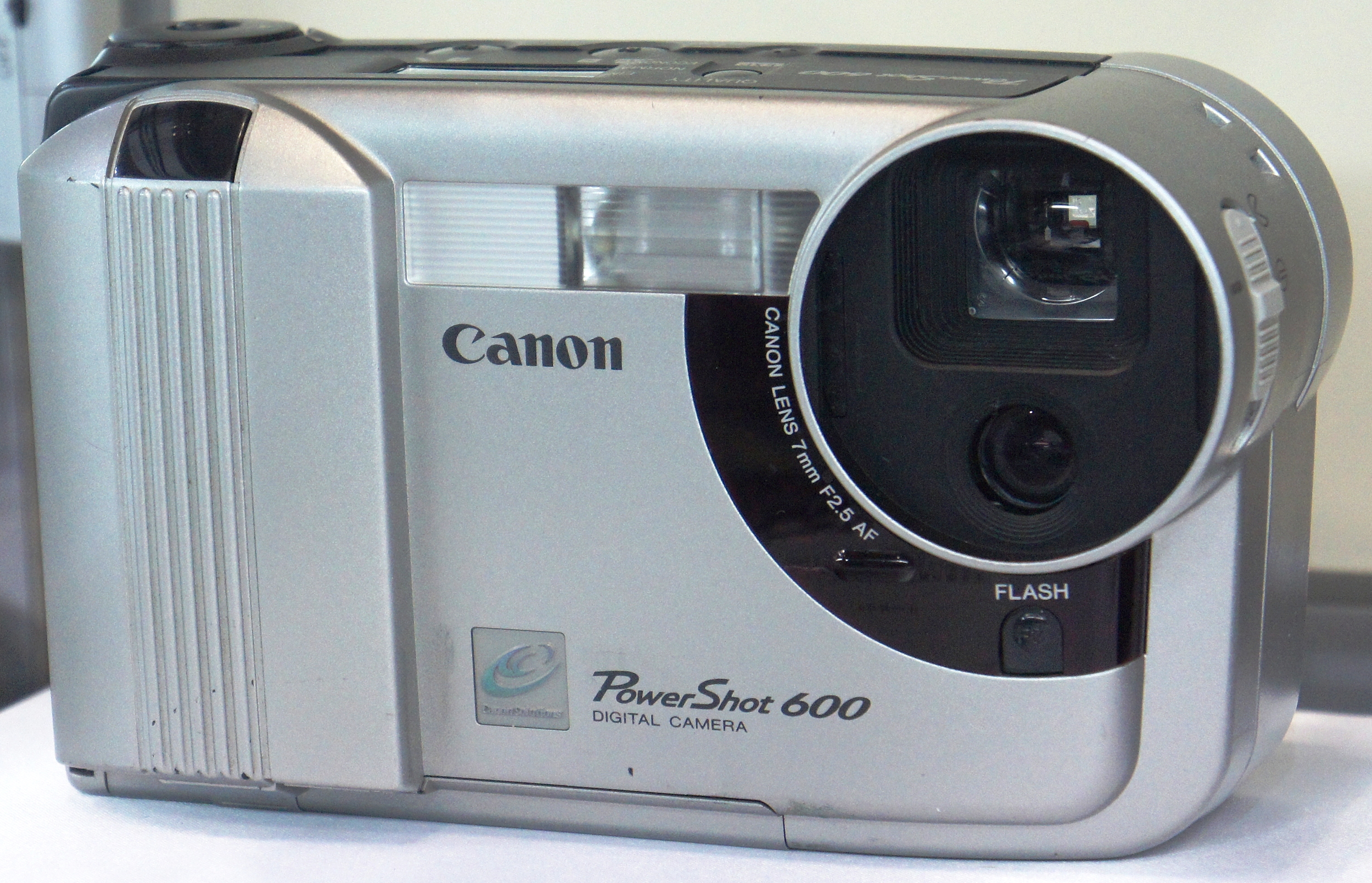
PowerShot 600

キヤノンがデジタルカメラ事業に参入した初期に発売されたモデル。
- PowerShot 600（1996年7月発売） - 57万画素。キヤノン初のデジタルカメラ[1]。
- PowerShot 30（1996年12月発売）[2]
- PowerShot 30T（1996年12月発売）[2]
- PowerShot 350（1997年3月発売）[3] - パナソニック CardShot NV-DCF1のOEM。コニカ Q-mini QM-3501とはブランド違い。レンズは3群4枚6mmF2.8固定。
- PowerShot 600N（1997年3月発売）[4] - レンズは3群4枚7mmF2.5固定。

## PowerShot Aシリーズ

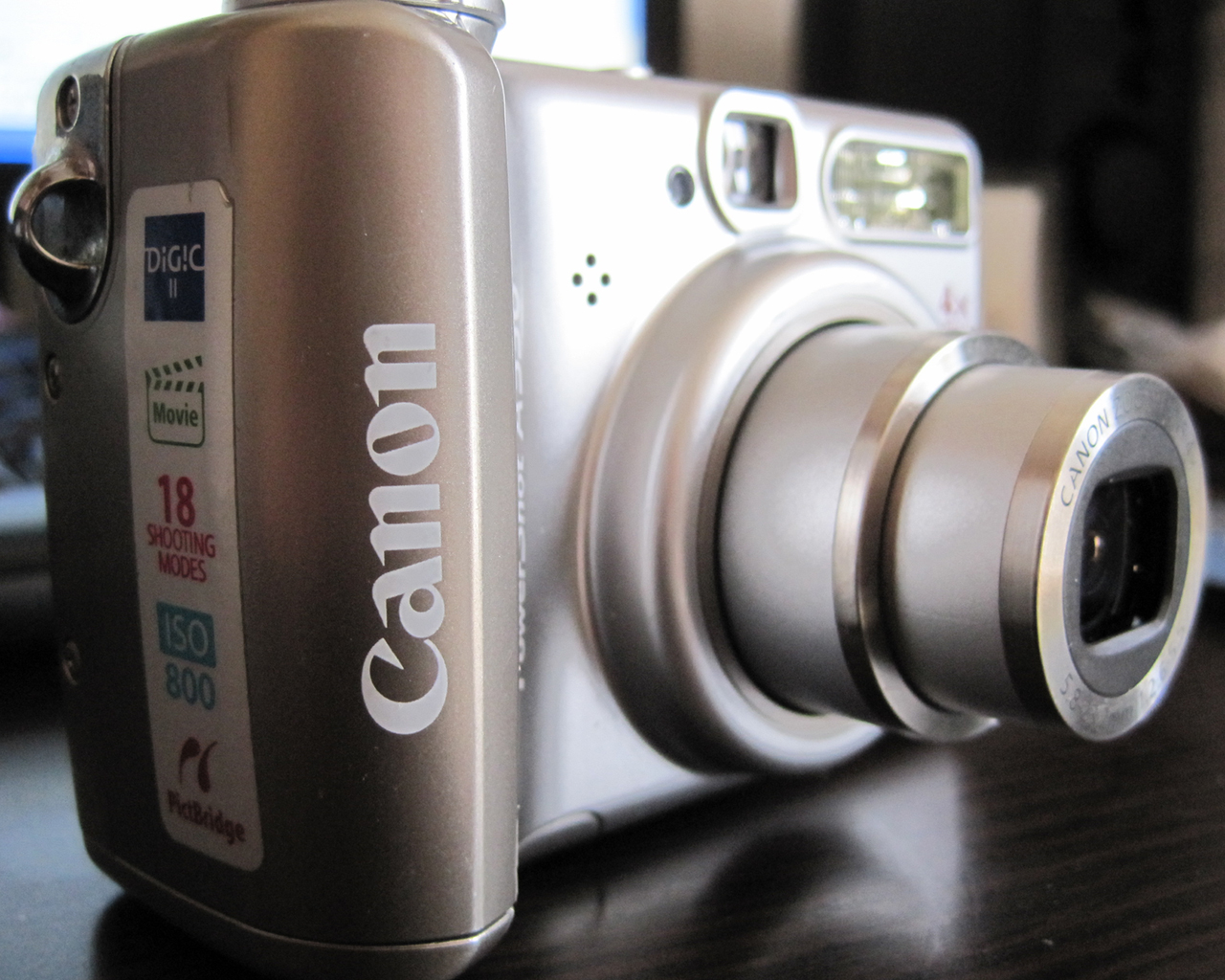
PowerShot A530

安価で必要十分な機能を持たせたエントリーシリーズ。

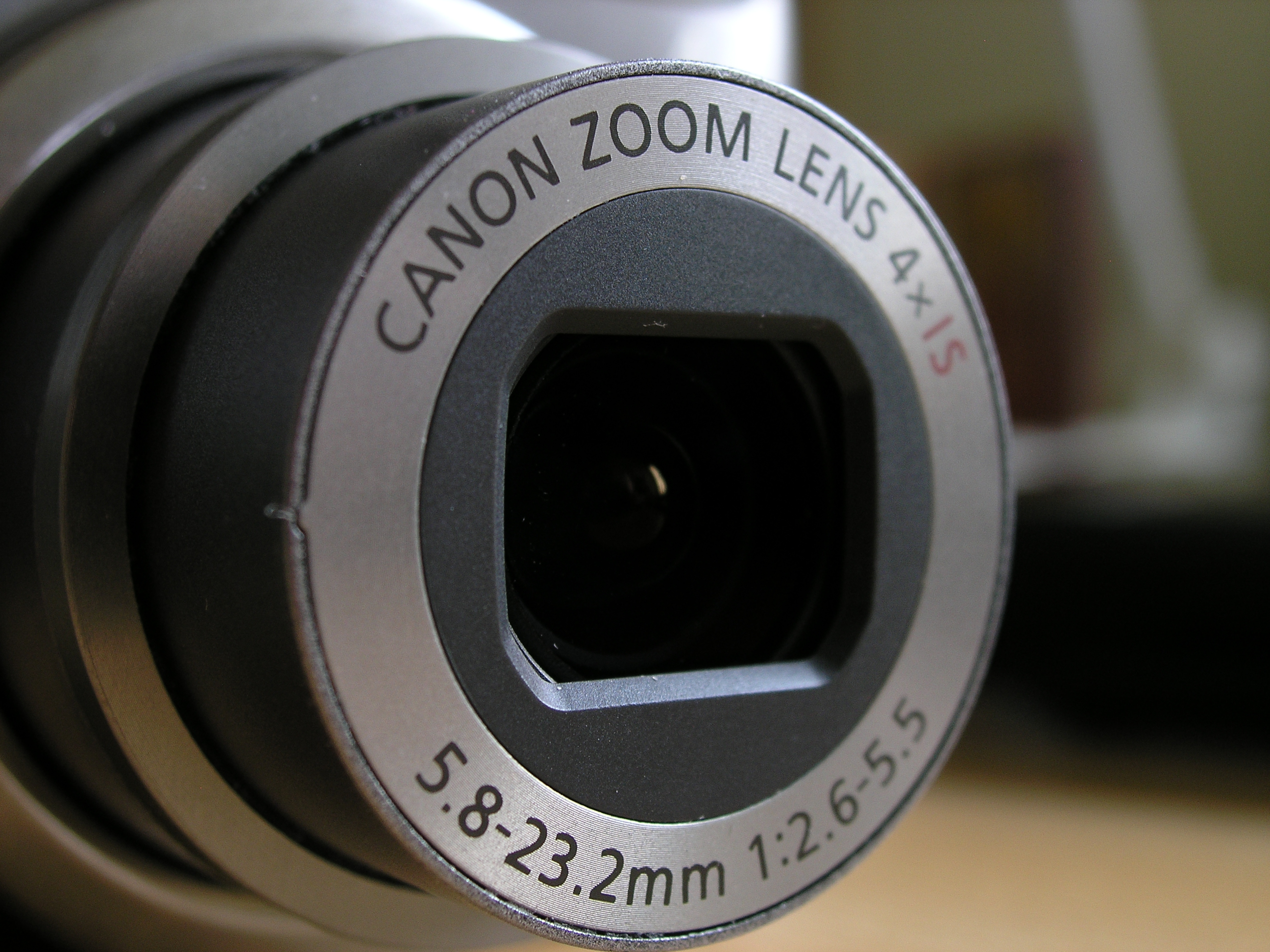
PowerShot A590

- PowerShot A5（1998年4月20日発売）[5]
- PowerShot A5ズーム（1998年10月23日発売）
- PowerShot A50（1999年4月17日発売）
- PowerShot A20（2001年5月19日発売）
- PowerShot A10（2001年6月8日発売）
- PowerShot A40（2002年3月15日発売）
- PowerShot A30（2002年3月15日発売）
- PowerShot A100（2002年4月25日発売）
- PowerShot A200（2002年6月26日発売）
- PowerShot A70（2003年3月20日発売）
- PowerShot A60（2003年3月20日発売）
- PowerShot A300（2003年4月18日発売）
- PowerShot A80（2003年10月23日発売）
- PowerShot A75（2004年3月19日発売）
- PowerShot A310（2004年3月19日発売）
- PowerShot A95（2004年9月17日発売）
- PowerShot A85（2004年9月17日発売）
- PowerShot A400（2004年9月17日発売）
- PowerShot A520（2005年3月4日発売）
- PowerShot A510（2005年3月4日発売）
- PowerShot A410（2005年9月発売、海外向けのみ）
- PowerShot A620（2005年10月20日発売）
- PowerShot A610（2005年10月20日発売）
- PowerShot A420（2006年2月発売、海外向けのみ）
- PowerShot A530（2006年3月16日発売）
- PowerShot A540（2006年3月16日発売）
- PowerShot A430（2006年3月16日発売）
- PowerShot A700（2006年4月14日発売）
- PowerShot A630（2006年9月7日発売）
- PowerShot A640（2006年9月7日発売）
- PowerShot A710 IS（2006年9月7日発売）
- PowerShot A450（2007年2月発売）
- PowerShot A460（2007年3月1日発売）
- PowerShot A550（2007年3月1日発売）
- PowerShot A570 IS（2007年3月1日発売）
- PowerShot A560（2007年8月30日発売）
- PowerShot A650 IS（2007年8月30日発売）
- PowerShot A720 IS（2007年8月30日発売）
- PowerShot A590 IS（2008年2月28日発売）
- PowerShot A580（2008年2月28日発売）
- PowerShot A470（2008年2月28日発売）
- PowerShot A1000 IS（2008年9月4日発売）
- PowerShot A2000 IS（2008年9月4日発売）
- PowerShot A1100 IS（2009年2月26日発売）
- PowerShot A480（2009年2月26日発売）
- PowerShot A2100 IS（2009年3月発売、海外向けのみ）
- PowerShot A495（2010年2月19日発売）
- PowerShot A3100 IS（2010年2月19日発売） - 乾電池ではなく専用バッテリー(NB-8L)なので注意が必要、また画像エンジンはDIGIC 3である。
- PowerShot A2200（2011年2月17日発売） - Aシリーズ初のHD動画モデル
- PowerShot A3200 IS（2011年2月17日発売）
- PowerShot A1200（2011年3月3日発売） - 単3乾電池、HD動画モデル
- PowerShot A3300 IS（2011年8月4日発売） - Aシリーズ初の1600万画素、専用バッテリー(NB-8L)仕様
- PowerShot A3400 IS（2012年3月2日発売） - Aシリーズ初のタッチパネル搭載モデル
- PowerShot A2300（2012年3月9日発売）
- PowerShot A810（2012年4月5日発売） - 単3乾電池、HD動画モデル
- PowerShot A4000 IS（2012年8月2日発売）
- PowerShot A2400 IS（2012年8月2日発売）
- PowerShot A2600（2013年2月21日発売）
- PowerShot A1400（2013年2月21日発売） - 単3乾電池、HD動画モデル
- PowerShot A3500 IS（2013年8月29日発売） - Wi-Fi機能搭載

## PowerShot Sシリーズ
北米市場ではこれらに加え、日本でいうIXYデジタルシリーズのうちコンパクトフラッシュを使用するものもシリーズに加えられている。Sシリーズは2桁・3桁モデルと1桁モデルでは性格が異なる。
1. 2桁・3桁モデル - コンパクト機の中上位機種。2桁モデルは番号があふれたため、3桁に移行している。
  - PowerShot S10（1999年10月16日発売）
  - PowerShot S20（2000年3月10日発売）
  - PowerShot S40（2001年10月26日発売）
  - PowerShot S30（2001年12月7日発売）
  - PowerShot S45（2002年10月11日発売）
  - PowerShot S50（2003年3月20日発売）
  - PowerShot S60（2004年6月18日発売）
  - PowerShot S70（2004年9月17日発売）
  - PowerShot S80（2005年10月20日発売）

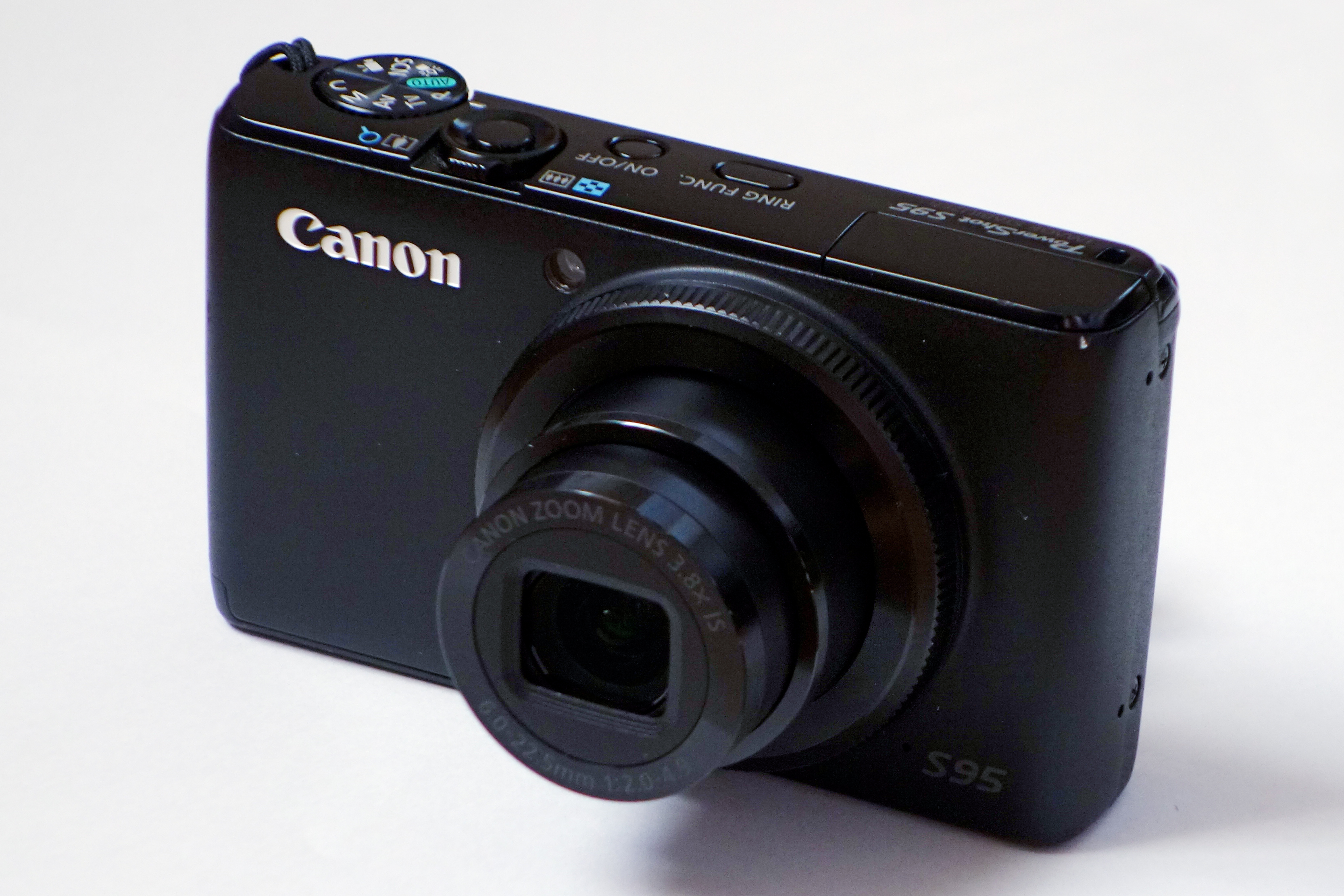
PowerShot S95

  - PowerShot S90（2009年10月9日発売） - PowerShot S95
  - PowerShot S95（2010年8月26日発売） - 
  - PowerShot S100（2011年12月8日発売）
  - PowerShot S110（2012年10月12日発売）
  - PowerShot S120（2013年9月12日発売） - DIGIC 6搭載。G7 Xで実質的にGシリーズへ移行し、下位モデルS200より先に販売が終了。その後G9 Xが後継として発売された。
  - PowerShot S200（2013年9月12日発売） - S120の機能を絞ったモデル。DIGIC 5を搭載。
2. 1桁モデル - 高倍率ズーム機で現在はSXシリーズの2桁・3桁モデルが後継
  - PowerShot S1 IS（2004年3月19日発売）
  - PowerShot S2 IS（2005年6月2日発売）
  - PowerShot S3 IS（2006年4月27日発売）
  - PowerShot S5 IS（2007年6月29日発売）

## PowerShot Gシリーズ
一部機種を除きEOSシリーズのスピードライトが使用でき、また操作体系もEOSに準じているため、EOSのサブ機としても使われることが多い。専用のコンバージョンレンズがオプションで用意されている。Proシリーズがラインナップから外れているため、カタログ上では実質的にフラッグシップモデルとして位置づけられている。G7からG10とG15とG9Xを除きバリアングル（可動式）モニターを搭載する。なお、PowerShot G4・G8・G13・G14は欠番である。このうち4・13は忌み番号であるためと思われる。
1. 基本モデル
  - PowerShot G1（2000年10月25日発売）
  - PowerShot G2（2001年9月20日発売、2002年3月黒モデル追加）
  - PowerShot G3（2002年11月28日発売）
  - PowerShot G5（2003年6月25日発売）
  - PowerShot G6（2004年9月17日発売）
  - PowerShot G7（2006年10月26日発売）
  - PowerShot G9（2007年9月21日発売）
  - PowerShot G10（2008年10月17日発売）
  - PowerShot G11（2009年10月2日発売）
  - PowerShot G12（2010年10月17日発売）
  - PowerShot G15（2012年10月12日発売）
  - PowerShot G16（2013年9月12日発売）
2. Xモデル - センサーサイズを大型化した上位モデル
  - PowerShot G1 X（2012年3月9日発売） - 1.5型CMOSセンサー、DIGIC 5を搭載したフラグシップモデル[6]。
  - PowerShot G1 X Mark II（2014年3月13日発売） - G1 Xの後継機種。実像式光学ファインダーが廃止されコンパクトとなり、チルト液晶やWi-Fiなど、機能が強化された。
  - PowerShot G7 X（2014年10月3日発売） - 1型CMOSセンサー、DIGIC 6を搭載。G1 X Mark IIの下位モデル扱いだが、Sシリーズ2・3桁モデルより若干大きい程度のコンパクトなデザイン。機能はGシリーズの特徴を取り入れているためSシリーズより大幅に強化された。
  - PowerShot G3 X（2015年6月25日発売）[7] - 1型CMOSセンサー、DIGIC 6に加え、光学25倍ズームレンズを搭載したモデル。
  - PowerShot G5 X（2015年10月22日発売）[8] - 1型CMOSセンサー、DIGIC 6を搭載。約239万画素のEVF搭載モデル。
  - PowerShot G9 X（2015年10月22日発売）[8] - 1型CMOSセンサー、DIGIC 6を搭載。Xモデルの中では一番最小・最軽量（バッテリー・SDカード込みで約209グラム）のモデル。PowerShot S120の実質的後継[9]。本機種では、設定等もタッチパネルを中心とした操作体系に変更された。また、Xモデルで初めてシルバーのカラーリングも用意された。
  - PowerShot G7 X Mark II（2016年2月25日発売） - 1型CMOSセンサー、DIGIC 7を搭載。G7 Xの後継[10]。USB充電に対応。また、レンズ部分のダイヤルもクリック感有りと無しがスイッチで選択できるようになった。
  - PowerShot G9 X Mark II（2017年2月23日発売）[11] - 1型CMOSセンサー、DIGIC 7を搭載。G9 Xの後継で、重量はG9Xの209グラムよりも3グラム軽量化された。また、Bluetoothに対応し、専用アプリ「Camera Connect」でのリモートライブビュー撮影に加え、Bluetoothによるリモートコントローラー機能も搭載。
  - PowerShot G1 X Mark III（2017年11月30日発売）[12] - G1 X Mark IIの後継。DIGIC 7を搭載。キヤノンのコンパクトカメラの中では初めてAPS-Cサイズのセンサーを備え、ミラーレス一眼のEOS M5以降で採用しているデュアルピクセルCMOS AFを同じくコンパクトカメラで初搭載。EVFを備えながらも399グラムとG1 X Mark IIよりも154グラム軽量化された。また、ISも光学式に加えてCMOSセンサーでのブレから判断して除去するデュアルセンシングIS搭載により、4段分の補正効果を達成した。
  - PowerShot G7 X Mark III（2019年8月1日発売）
  - PowerShot G5 X Mark II（2019年8月1日発売）

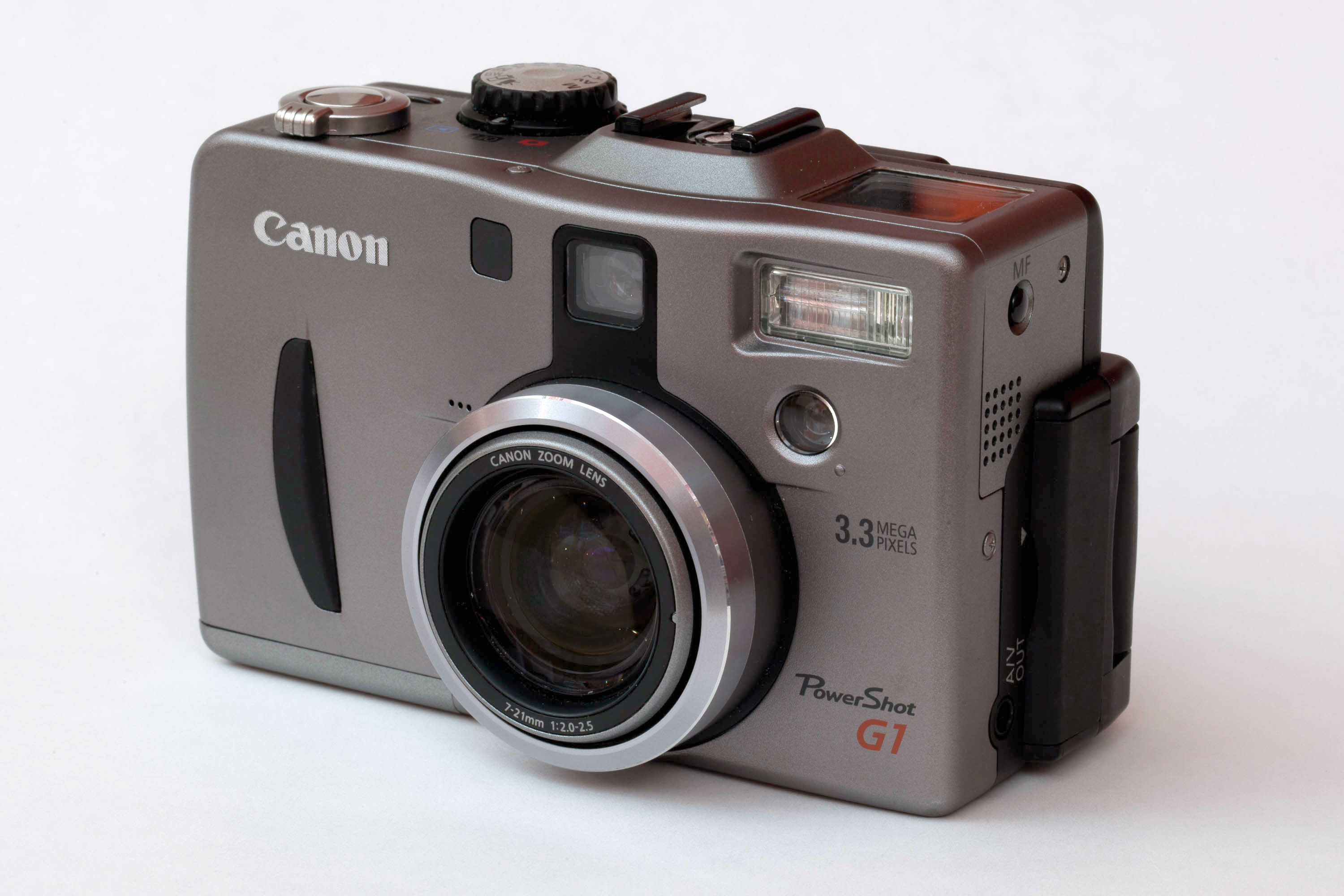
Powershot G1
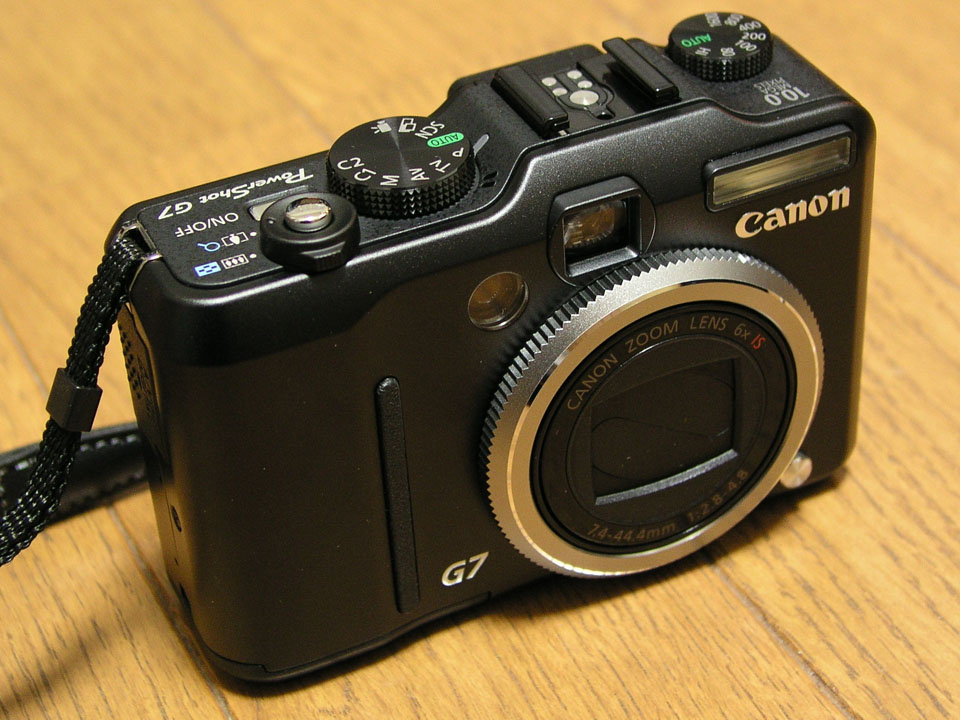
PowerShot G7
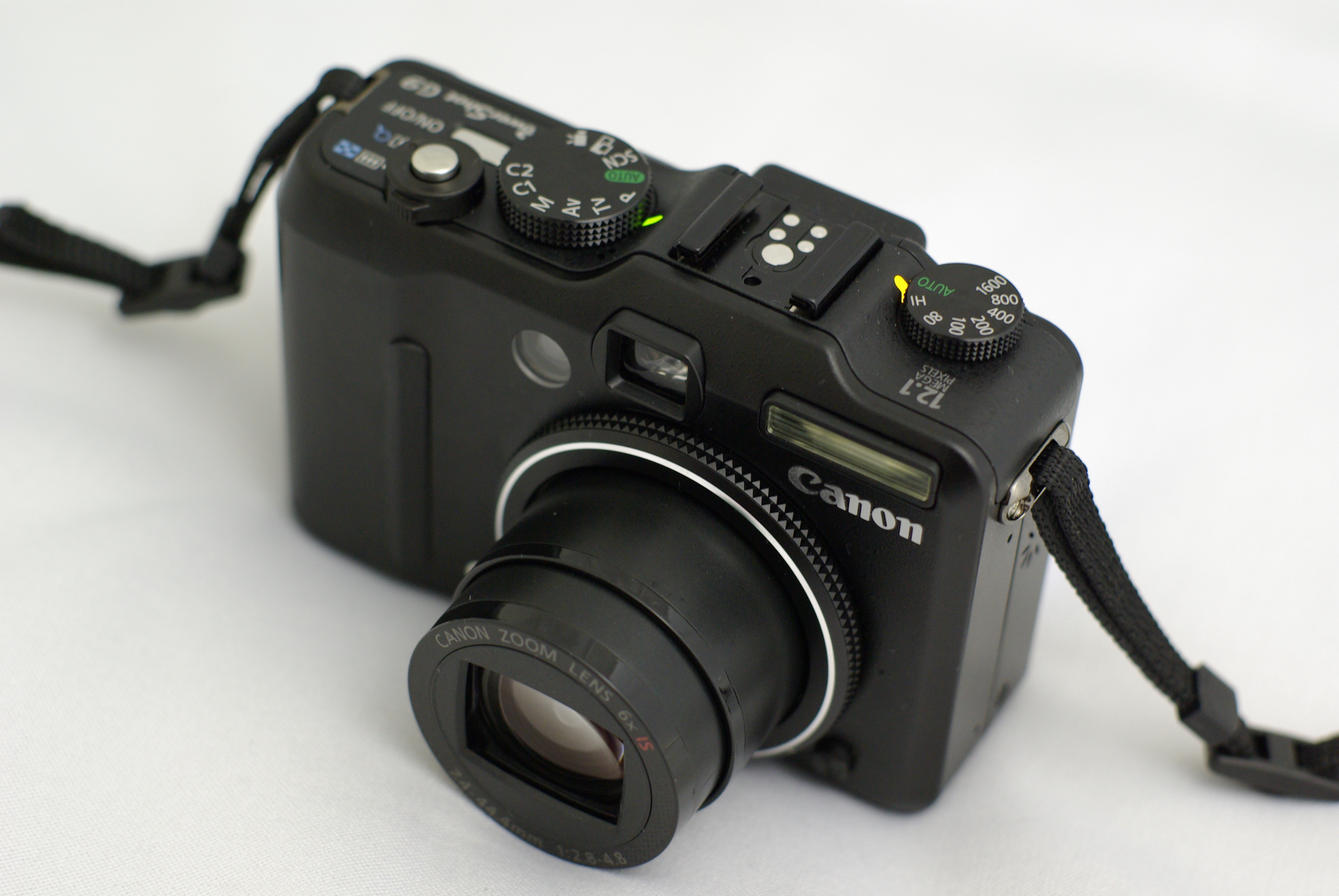
PowerShot G9
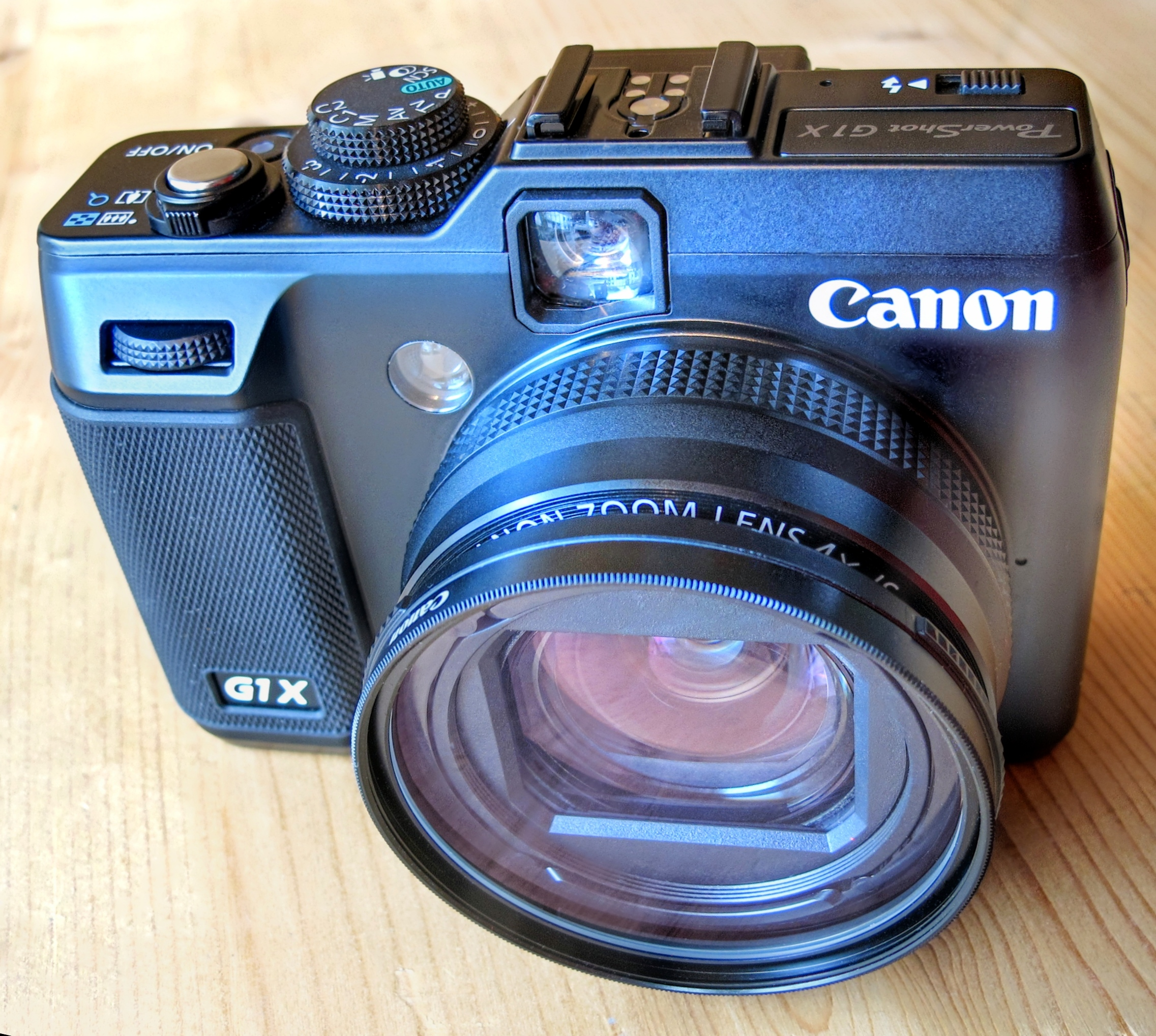
PowerShot G1 X
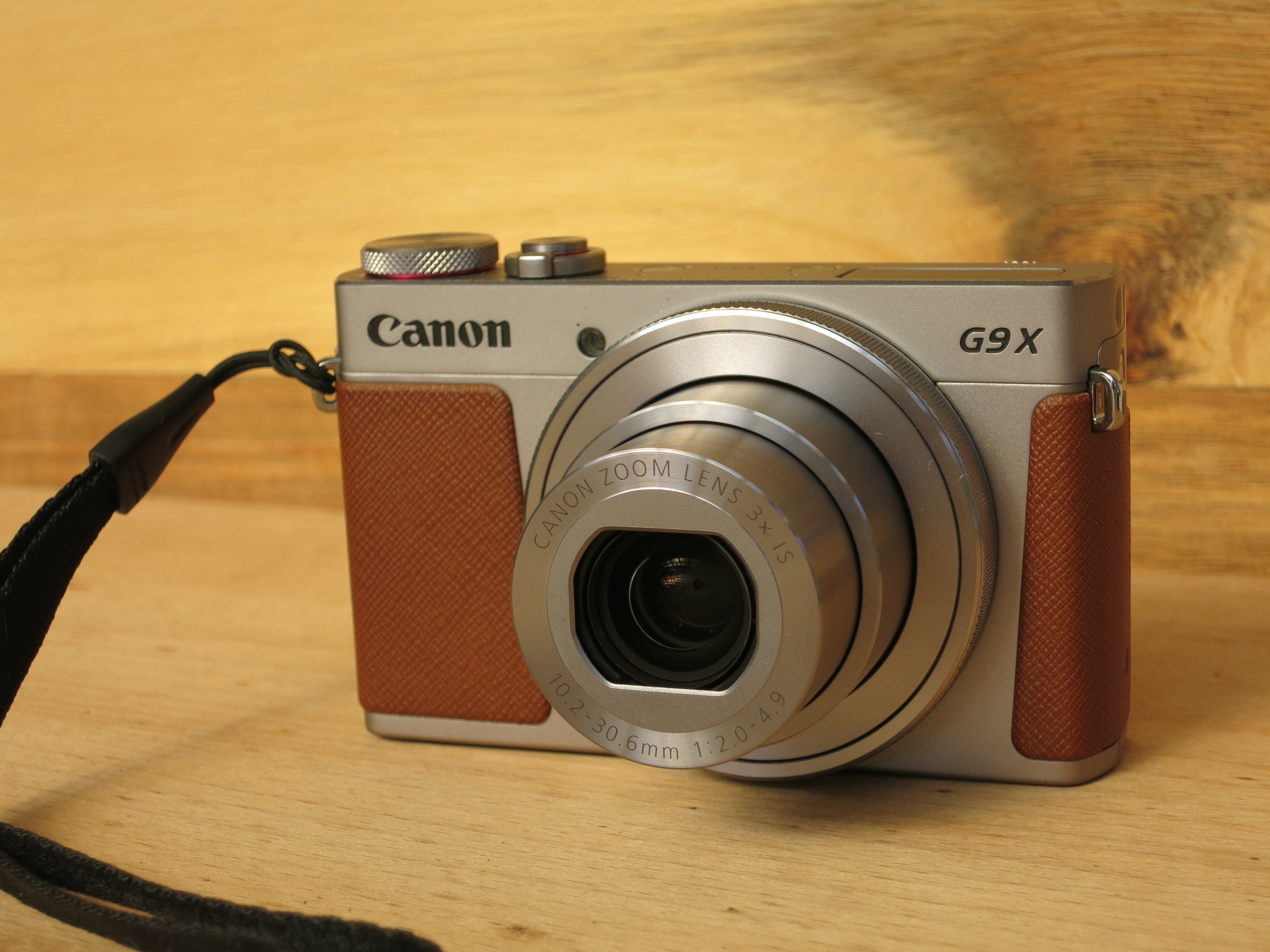
Powershot G9 X
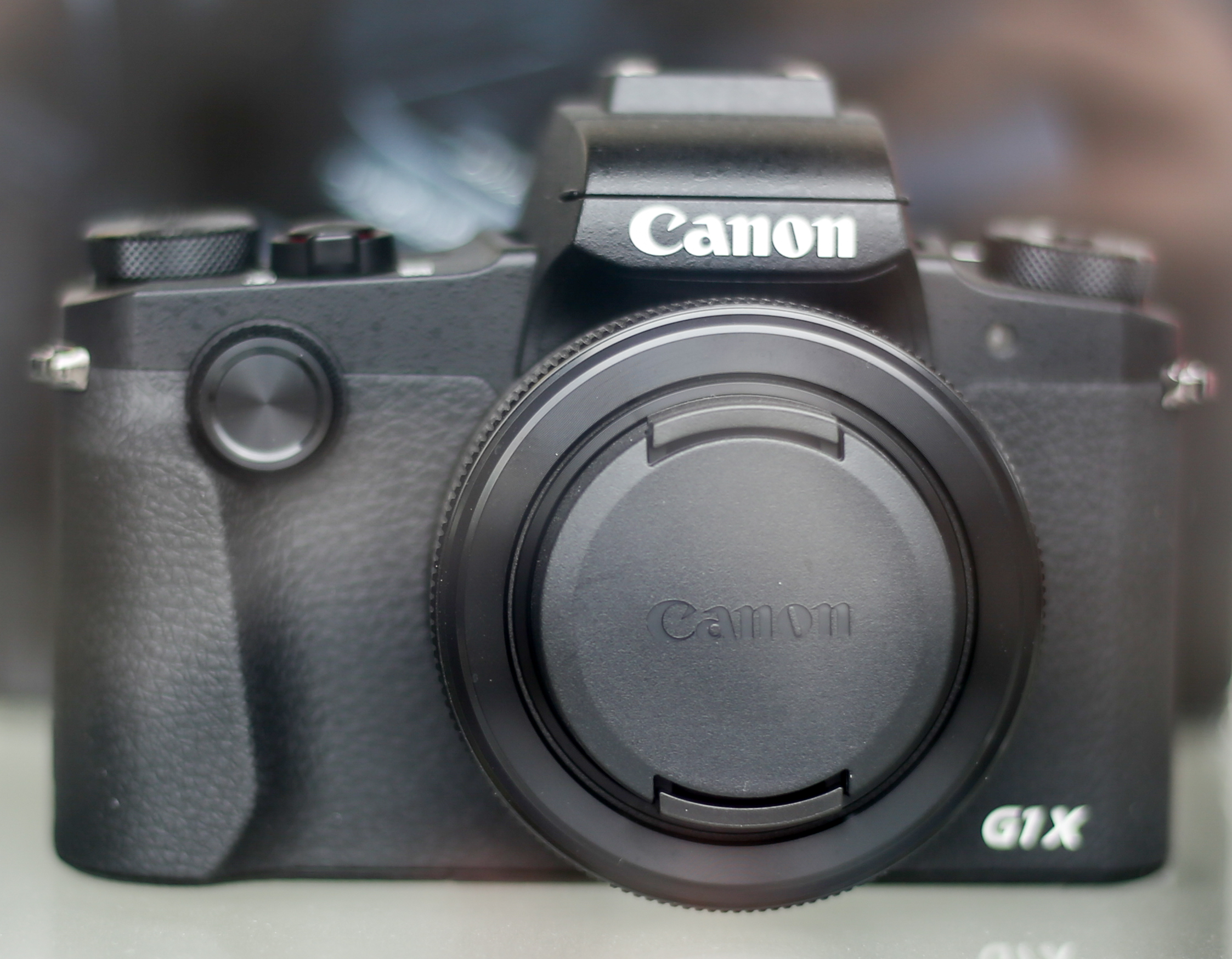
Powershot G1 X Mark III

## PowerShot Proシリーズ
- PowerShot Pro70（1998年11月発売）[5]
- PowerShot Pro90 IS（2001年2月9日発売）
- PowerShot Pro1（2004年3月27日発売） - シリーズで初めてLレンズを搭載した。

## PowerShot SXシリーズ
高倍率ズームレンズ搭載のシリーズ。
1. 1桁モデル

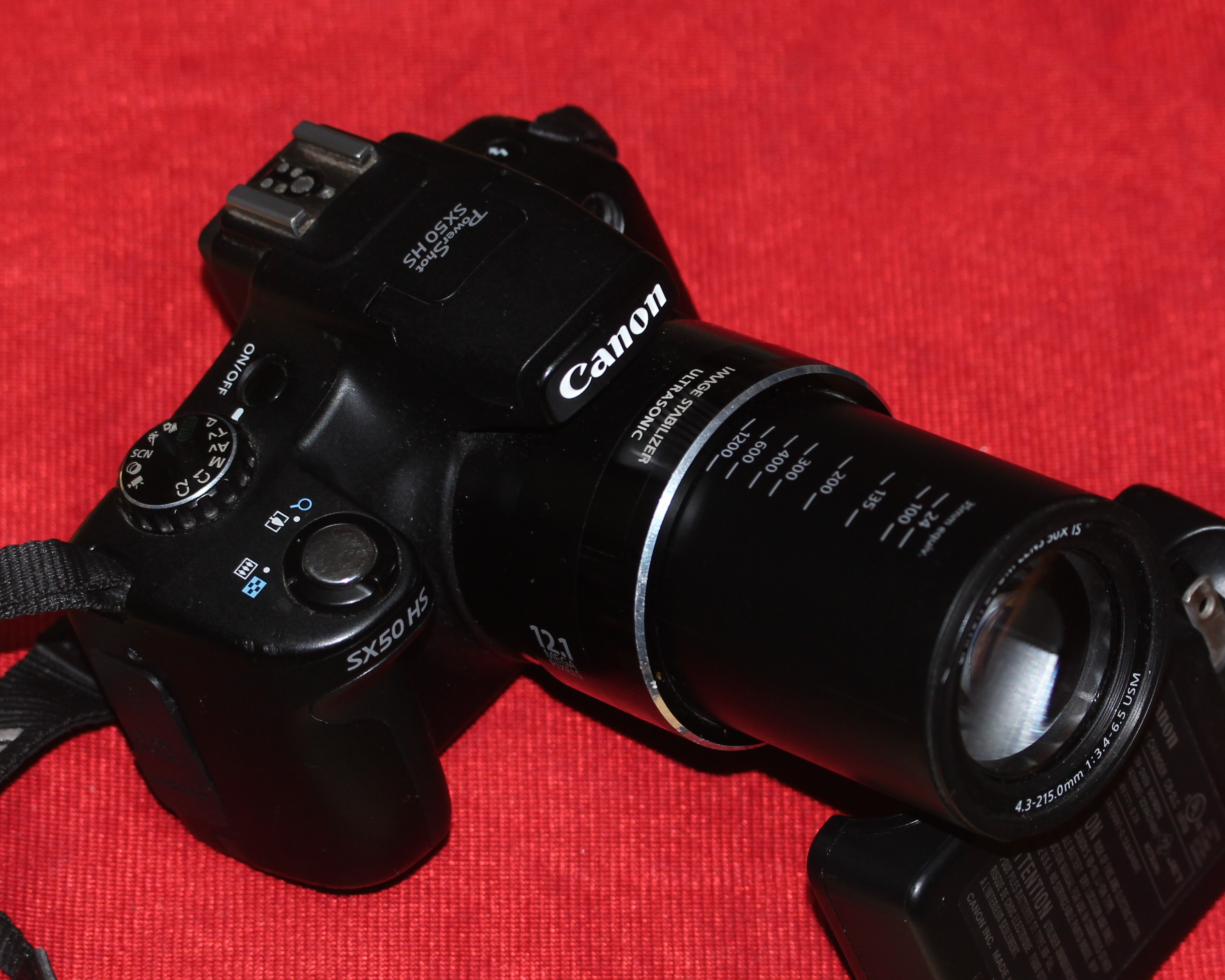
SX50 HS、日本初となる光学50倍ズーム（1200mm相当）を搭載

  - PowerShot SX1 IS（2008年11月28日発売） - 光学20倍ズームを搭載。フルHD動画撮影可能。
2. 2桁モデル - 超高倍率のズームが特徴
  - PowerShot SX10 IS（2008年10月17日発売） - SX1 ISの姉妹機。
  - PowerShot SX20 IS（2009年8月27日発売）
  - PowerShot SX30 IS（2010年10月7日発売） - 光学35倍ズーム（840mm相当）を搭載。富士フイルム・FinePixHS20EXR（光学30倍ズーム・720mm相当）を凌ぐ。ただし、このモデルは乾電池4本から専用のリチウム電池に変更されている。
  - PowerShot SX40 HS（2011年9月23日発売） - DIGIC 5を初めて搭載し、手ぶれ補正を強化。SX50 HS、日本初となる光学50倍ズーム（1200mm相当）を搭載
  - PowerShot SX50 HS（2012年9月27日発売） - 日本初となる光学50倍ズーム（1200mm相当）を搭載。
  - PowerShot SX60 HS（2014年10月3日発売） - 光学65倍ズーム（1365mm相当）を搭載。
  - PowerShot SX70 HS（2018年10月20日発売） - 光学65倍ズーム（1365mm相当）を搭載。
3. 100番台モデル - SX160 ISまでは乾電池2本駆動に対応。
  - PowerShot SX100 IS（2007年10月27日発売） - SXシリーズでは最初に発売された製品。光学10倍ズームを搭載する。
  - PowerShot SX110 IS（2008年9月4日発売）
  - PowerShot SX120 IS（2009年8月27日発売）
  - PowerShot SX130 IS（2010年8月26日発売） - レンズが28mmと広角になり、光学12倍ズームとなった。HD動画撮影にも対応。
  - PowerShot SX150 IS（2011年9月23日発売） - 手ぶれ補正を強化。
  - PowerShot SX160 IS（2012年9月27日発売） - 光学16倍ズーム（448mm相当）を搭載。SX140 ISは欠番のため、SX150 ISの後継機に当たる。
  - PowerShot SX170 IS（2013年8月29日発売） - 電池が専用のリチウムイオン充電池へ変更。
4. 200番台モデル - 本体のコンパクトさが特徴
  - PowerShot SX200 IS（2009年3月12日発売）
  - PowerShot SX210 IS（2010年3月12日発売）
  - PowerShot SX230 HS（2011年3月3日発売） - GPSを搭載。
  - PowerShot SX260 HS（2012年3月2日発売） - GPS、光学20倍ズーム搭載機。
  - PowerShot SX280 HS（2013年4月25日発売） - DIGIC 6を初めて搭載。
5. 400番台モデル - 500番台モデルの姉妹機
  - PowerShot SX400 IS（2014年8月7日発売）
  - PowerShot SX410 IS（2015年3月19日発売）[13]
  - PowerShot SX420 IS（2016年2月25日発売） - 光学42倍ズーム搭載。
  - PowerShot SX430 IS（2017年2月23日発売） - 光学45倍ズーム搭載。
6. 500番台モデル - 2桁モデルの小型軽量化版のような存在
  - PowerShot SX500 IS（2012年9月27日発売） - 光学30倍ズーム搭載機。
  - PowerShot SX510 HS（2013年8月29日発売）
  - PowerShot SX530 HS（2015年2月19日発売）[14]
7. 600番台モデル - コンパクトモデル
  - PowerShot SX600 HS（2014年2月20日発売） - DIGIC 4+搭載。
  - PowerShot SX610 HS（2015年2月19日発売）[14]
  - PowerShot SX620 HS（2016年5月26日発売） - 光学25倍ズーム搭載。
8. 700番台モデル - 高倍率ズーム搭載コンパクトモデル
  - PowerShot SX700 HS（2014年2月20日発売） - DIGIC 6搭載。
  - PowerShot SX710 HS（2015年2月19日発売）
  - PowerShot SX720 HS（2016年3月3日発売） - 光学40倍ズーム搭載。
  - PowerShot SX730 HS（2017年5月25日発売） - 光学40倍ズーム搭載。チルト液晶。
  - PowerShot SX740 HS（2018年8月30日発売） - コンパクトカメラで初のDIGIC8搭載[15]。光学40倍ズーム搭載。チルト液晶。4K撮影対応。

## PowerShot Dシリーズ
アウトドアでの使用を考慮し、防水や耐衝撃に特化したモデル。
- PowerShot D10（2009年4月16日発売） - 10m防水・防塵・耐防寒・耐衝撃を装備。
- PowerShot D20（2012年5月10日発売） - CMOSセンサーを搭載した、10m防水・防塵・耐防寒・1.5m耐衝撃を装備。
- PowerShot D30（2014年3月13日発売） - 25m防水・防塵・耐防寒・2.0m耐衝撃を装備。

## PowerShot Nシリーズ
- PowerShot N（2013年4月25日発売） - 超極小カメラ。1枚撮れば、6パターンを一気に撮れる「クリエイティブショット」を搭載。キヤノン オンラインショップ限定販売のため、店頭での購入は不可能。
- PowerShot N100（2014年4月17日発売） - ニューコンセプトモデル。撮影者側にもカメラレンズがあり被写体と合成できる。
- PowerShot N2（2015年2月19日発売）[16]

## PowerShot Vシリーズ
動画撮影に特化したVlogカメラモデル。
- PowerShot V10（2023年6月22日発売）[17]
- PowerShot V1（2025年4月25日発売予定）[18]

## その他のPowerShotシリーズ
- PowerShot TX1（2007年4月19日発売） - 縦型メタルボディに光学手ぶれ補正機能付きの光学10倍ズームレンズを搭載し、静止画だけでなくハイビジョン画質の動画撮影にも対応した。
- PowerShot E1（2008年9月11日発売） - カジュアルかつシンプルなデザインと機能を持ったモデル。

このほか、北米市場では日本でいうところのIXYデジタルシリーズのうち、SDメモリーカードを使用するものが「PowerShot SDシリーズ」として発売されている。